# Tony Shelly
Tony Shelly, novozelandski dirkač Formule 1, * 2. februar 1937, Nova Zelandija, † 4. oktober 1998, Nova Zelandija.
Tony Shelly je pokojni novozelandski dirkač Formule 1. V svoji karieri je nastopil le na treh dirkah v sezoni 1962, debitiral je na dirki za Veliko nagrado Velike Britanije, ko je odstopil v šestem krogu zaradi odpovedi motorja. Nastopih je še na dveh Velikih nagradah, toda obakrat se mu ni uspelo kvalificirati na dirko. Umrl je leta 1998.

## Popolni rezultati Formule 1
(legenda) (odebeljene dirke pomenijo najboljši štartni položaj, poševne pa najhitrejši krog, †-uvrščen kljub odstopu)
| Leto | Moštvo                         | Šasija      | Motor             | 1   | 2   | 3   | 4   | 5      | 6       | 7       | 8   | 9   | Prv | Toč |
| ---- | ------------------------------ | ----------- | ----------------- | --- | --- | --- | --- | ------ | ------- | ------- | --- | --- | --- | --- |
| 1962 | John Dalton                    | Lotus 18/21 | Climax Straight-4 | NIZ | MON | BEL | FRA | VB Ret | NEM DNQ |         |     |     | -   | 0   |
| 1962 | Autosport Team Wolfgang Seidel | Lotus 24    | BRM V8            |     |     |     |     |        |         | ITA DNQ | ZDA | JAR | -   | 0   |